# Vita Godehardi
Der Hildesheimer Domkanoniker Wolfhere verfasste zwischen 1022 und 1038 zwei Viten (Lebensbeschreibungen) des Bischofs Godehard von Hildesheim, die er zusammen als Vita Godehardi bezeichnete. Die erste, die Vita Godehardi episcopi prior („frühere Lebensbeschreibung des Bischofs Godehard“), wurde um 1034 für Abt Ratmund von Niederaltaich (amtierte 1027–1049) verfasst. Die zweite Biographie, die Vita posterior Godehardi episcopi („spätere Lebensbeschreibung des Bischofs Godehard“), die im Autograph vorliegt, wurde bald nach 1054 für Abt Adalbert von St. Michael in Hildesheim (amtierte 1030–1054) fertiggestellt. Chronologisch und textgeschichtlich bildet Wolfheres Vita Godehardi eine Fortsetzung der Vita Bernwardi des Thangmar.

## Textausgaben
- Vita Godehardi prior et posterior. In: Georg Heinrich Pertz u. a. (Hrsg.): Scriptores (in Folio) 11: Historiae aevi Salici. Hannover 1854, S. 162–221 (Monumenta Germaniae Historica, Digitalisat).
- Deutsche Übersetzung B. Gerlach: Wolfhers jüngere Lebensbeschreibung des heiligen Bischofs Godehard. In: Unsere Diözese in Vergangenheit und Gegenwart. Zeitschrift des Vereins für Heimatkunde im Bistum Hildesheim. Band 13, 1939, S. 1–48.
- Die Vita Godehardi des Wolfhere von Hildesheim, mit dt. Übersetzung herausgegeben von Jörg Bölling und Hans-Werner Goetz (= Ausgewählte Quellen zur Geschichte des Mittelalters, Band 55). wbg Academic in Wissenschaftliche Buchgesellschaft, Darmstadt 2023, ISBN 3-534-27435-0.